# Дом-музей В. А. Русанова
Дом-музей В. А. Русанова — музей посвящён жизни и деятельности геолога, географа, полярного исследователя Владимира Александровича Русанова (1875—1913). Музей является филиалом Орловского краеведческого музея.

## Описание
Дом с мезонином в Мацневском переулке (ныне улица Русанова), в котором жил В. А. Русанов, принадлежал его отцу купцу 2-й гильдии Александру Дмитриевичу Русанову. Г-образный в плане, бревенчатый дом, обшитый тёсом, длинной стороной с семью окнами выходит на улицу Русанова. В общих чертах дом сохранил свой общий вид начала XX века, но внутренняя планировка неоднократно менялась. Найдены документы, свидетельствующие о том, что дом был построен в 1880 году, хотя долгое время считалось, что Русанов родился в этом доме. На доме установлена мемориальная доска с надписью: «В этом доме 15 ноября 1875 года родился знаменитый русский исследователь полярных стран — один из организаторов социал-демократического кружка в Орле Владимир Александрович Русанов». Музей был открыт 25 декабря 1982 года в доме Русановых после его реставрации. Экспозиция музея раскрывает жизнь и деятельность всемирно признанного учёного, выдающегося путешественника и полярного исследователя Новой Земли, совершившего к ней пять экспедиций, Шпицбергена, Северного морского пути. На нижнем этаже расположена документально-историческая экспозиция. В ней представлены материалы по периодам жизни учёного Орловский, Французский, период Северных экспедиций. Есть зал об истории создания музея. В мезонине находится мемориальная часть. Музей является членом Русского географического общества.